# Daniel Rendón
Daniel Rendón Herrera, alias Don Mario, El Viejo o Benjamín (Amalfi, 12 de noviembre de 1964), es un exnarcotraficante y exparamilitar colombiano, fundador de grupos delincuenciales; tales como las Águilas Negras, Autodefensas Gaitanistas de Colombia y el Bloque Héroes de Castaño o Los Urabeños (conocido después como el Clan del Golfo). Después de la captura de Don Diego, se convirtió en el narcotraficante más buscado del país.
Capturado por las autoridades colombianas en abril de 2009 en una región del noroeste del país, el capo estaba solicitado por un tribunal de Estados Unidos por delitos relacionados con terrorismo y narcotráfico, extradición que fue concretada en 2018.

## Biografía
Daniel Rendón nació en la localidad de Amalfi, en el departamento de Antioquia, Colombia, en una familia de 14 hermanos. Estudió hasta cuarto de primaria y siempre se destacó por ser “bueno para hacer cuentas”. En 1987 la familia se mudó a Medellín, donde instalaron un salón recreativo de billar en Castilla.
Don Mario es hermano del exjefe paramilitar Freddy Rendón alias el Alemán, y del pastor evangélico y paramilitar Jairo de Jesús Rendón, alias 
Germán Monsalve. Tiene seis hijos fruto de tres relaciones distintas.

## Trayectoria
Tanto Daniel Rendón como su hermano Freddy se vincularon a las estructuras armadas de los hermanos Castaño a principio de los años 1990. Freddy empezó a moverse en el grupo de autodefensas llamado Los Guelengues, en el municipio de Necoclí, y Daniel hizo sus primeras actividades en San Pedro de Urabá. Ambos hicieron parte de la avanzada paramilitar al Chocó en 1997, y a finales de ese año nació el Frente Élmer Cárdenas, que constituyó “su imperio” en la margen izquierda del río Atrato, con proyección al Urabá antioqueño.

Luego de la muerte de Fidel Castaño, Freddy permaneció en Urabá apoyando a Carlos Castaño, mientras Daniel optó por seguir a Vicente Castaño, quien buscaba abrir un frente de guerra en los Llanos Orientales, con el Bloque Centauros de las AUC. En honor a este último, Daniel Rendón bautizó a una de sus organizaciones criminales como  Bloque Héroes de Castaño, la cual más tarde se convertiría en un frente de guerra de otra organización narcoparamilitar creada por él mismo: las Autodefensas Gaitanistas de Colombia (AGC), donde estuvo al mando de 400 hombres en el Urabá chocoano y también controló el narcotráfico de esa zona mediante alianzas que hizo con la guerrilla de las Fuerzas Armadas Revolucionarias de Colombia (FARC-EP).
Tras la desaparición de Vicente Castaño en marzo de 2007, Don Mario empezó a apropiarse de los corredores de la droga dejados por los grupos comandados por los narcoparamilitares desmovilizados a través de la Ley de Justicia y Paz tales como Salvatore Mancuso y Don Berna. Este hecho lo llevó a desatar una guerra contra las bandas criminales Oficina de Envigado y los extintos Paisas, herederas del imperio narcoparamilitar de alias Don Berna; siendo también socio de los carteles mexicanos.

## Captura y proceso de extradición
El 15 de abril de 2009, Rendón fue capturado por la Policía Nacional de Colombia, en una operación realizada en la zona rural Cerro Azul de Necoclí en el Urabá antioqueño. Las autoridades afirmaron que los últimos auxiliadores del capo fueron las FARC-EP, ya que la zona donde lo encontraron era un territorio copado por la guerrilla.
A pesar de la captura de Don Mario, se conocía aún de la existencia de 12 frentes de su grupo paramilitar Autodefensas Gaitanistas de Colombia, grupo que recibía otros nombres como Águilas Negras de Don Mario, el Clan Úsuga, el Bloque Héroes de Castaño (en honor a Vicente Castaño), los Marios o simplemente la Banda de Don Mario; los cuales seguían disputándose el control de rutas de transporte, laboratorios y campos para el procesamiento de cocaína con las bandas narcoparamilitares de "Los Paisas", "La Oficina de Envigado", y "Los Rastrojos".
Por otra parte, Rendón estaba solicitado por un tribunal de Estados Unidos por delitos relacionados con terrorismo y narcotráfico. Sin embargo, el 26 de abril de 2010, el gobierno colombiano negó la extradición de don Mario. Una nota de prensa de la Casa de Nariño indicó que la determinación se adoptó “atendiendo el concepto desfavorable” de la Corte Suprema de Justicia, que había advertido que si se autorizaba el envío de Don Mario a Estados Unidos se vulneraba la Ley de Justicia y Paz, marco legal del proceso de desmovilización de paramilitares en Colombia.
El 24 de noviembre de 2017 la Corte Suprema “dio concepto favorable” a la solicitud de extradición presentada por Estados Unidos por haber enviado cocaína a ese país entre septiembre de 2013 y diciembre de 2014.
El 23 de abril de 2018 fue concretada su extradición a Estados Unidos donde debió comparecer ante un tribunal de Nueva York por delitos de narcotráfico. En 2019 fue condenado a 40 años de prisión, actualmente se encuentra cumpliendo condena el Metropolitan Detention Center de Brooklyn, Nueva York.
En octubre de 2022, Fue condenado en Nueva York por la jueza Dora Irizarry a 35 años de prisión por sus múltiples negocios de narcotráfico al frente de Los Urabeños y durante su paso por las autodefensas.